# Slaughter on 10th Avenue
Slaughter on 10th Avenue je první sólové studiové album anglického kytaristy Micka Ronsona. Vydáno bylo v únoru roku 1974 společností RCA Records a produkoval jej sám Ronson. Nahráno bylo zčástí na zámku Château d'Hérouville ve Francii a zčásti v londýnském studiu Trident Studios. Autorem obalu alba je Leee Black Childers.

## Seznam skladeb
1. Love Me Tender (George R. Poulton, Ken Darby) – 4:50
2. Growing Up and I'm Fine (David Bowie) – 3:10
3. Only After Dark (Mick Ronson, Scott Richardson) – 3:30
4. Music Is Lethal (Lucio Battisti, anglický text Bowie) – 5:10
5. I'm the One (Annette Peacock) – 5:03
6. Pleasure Man / Hey Ma Get Papa (Ronson, Richardson, Bowie) – 8:55
7. Slaughter on Tenth Avenue (Richard Rodgers) – 4:41

## Obsazení
- Mick Ronson – zpěv, kytara, klavír, aranžmá
- Trevor Bolder – baskytara, trubka, pozoun
- Aynsley Dunbar – bicí, perkuse
- Mike Garson – klavír, elektrické piano, varhany
- David Hentschel – syntezátor (ARP)
- Margaret Ronson – doprovodné vokály
- Dennis MacKay – doprovodné vokály
- Sidney Sax – smyčce